# Collège du Sacré-Cœur (Saint-Malo)
Pour les articles homonymes, voir Sacré-Cœur (homonymie).
Le collège du Sacré-Cœur est un établissement privé catholique d'enseignement secondaire situé à Saint-Malo, en France. Il a été fondé en 1823 par Jean-Marie de La Mennais.

## Histoire
De 1790 à 1967, l'actuel quartier malouin de Saint-Servan était une commune à part entière, Saint-Servan-sur-Mer.
C'est là, à deux pas de l'église Sainte-Croix, que le futur collège a été créé en 1823 par l'abbé Jean-Marie Robert de la Mennais (1780-1860) dans une Malouinière ayant appartenu à sa tante.
De 1823 à 1972, c'est une école : l'école des Frères, notamment tenue par les Frères de l’instruction chrétienne de Ploërmel, une congrégation religieuse laïque (au sens de non sacerdotale) catholique d'enseignants fondée en 1819 par La Mennais et l’abbé Gabriel Deshayes, curé d'Auray.
En 1972, l'établissement scolaire se transforme en collège. Puis, vingt ans plus tard, ce collège est agrandi. Situé au 16 Rue Jeanne Jugan, le Collège Privé Mixte du Sacré-Cœur est aujourd'hui l'un des sept collèges sur la commune de Saint-Malo. Etablissement sous contrat, il dépend de l'enseignement catholique d'Ille-et-Vilaine et compte 14 classes,.

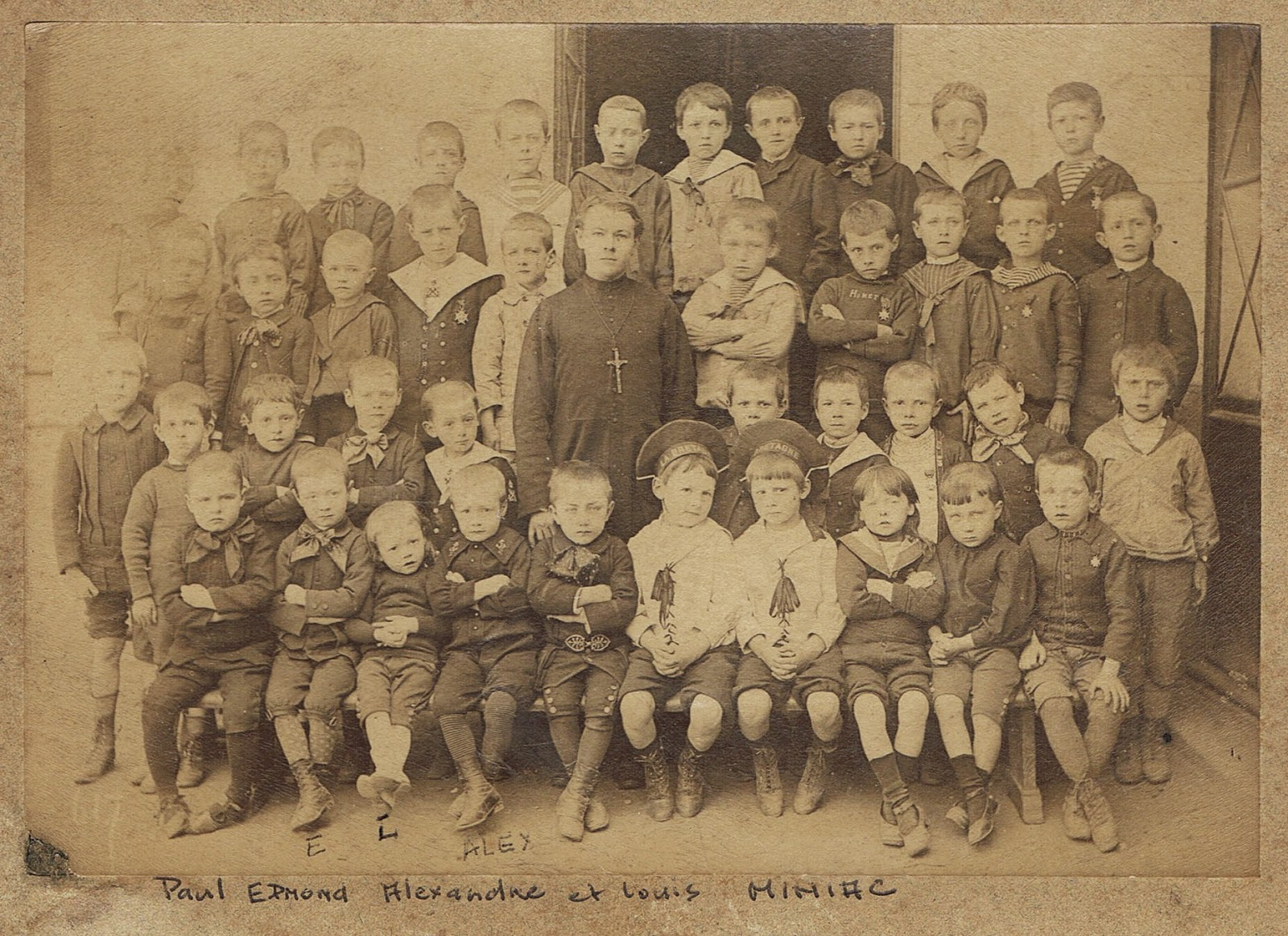
Une classe de l'école des Frères, à Saint-Servan-sur-Mer, vers 1890.

## Anciens élèves
- Louis Duchesne
- Alexandre Miniac
- Edmond Miniac
- Michel Avignon